# Grup ING

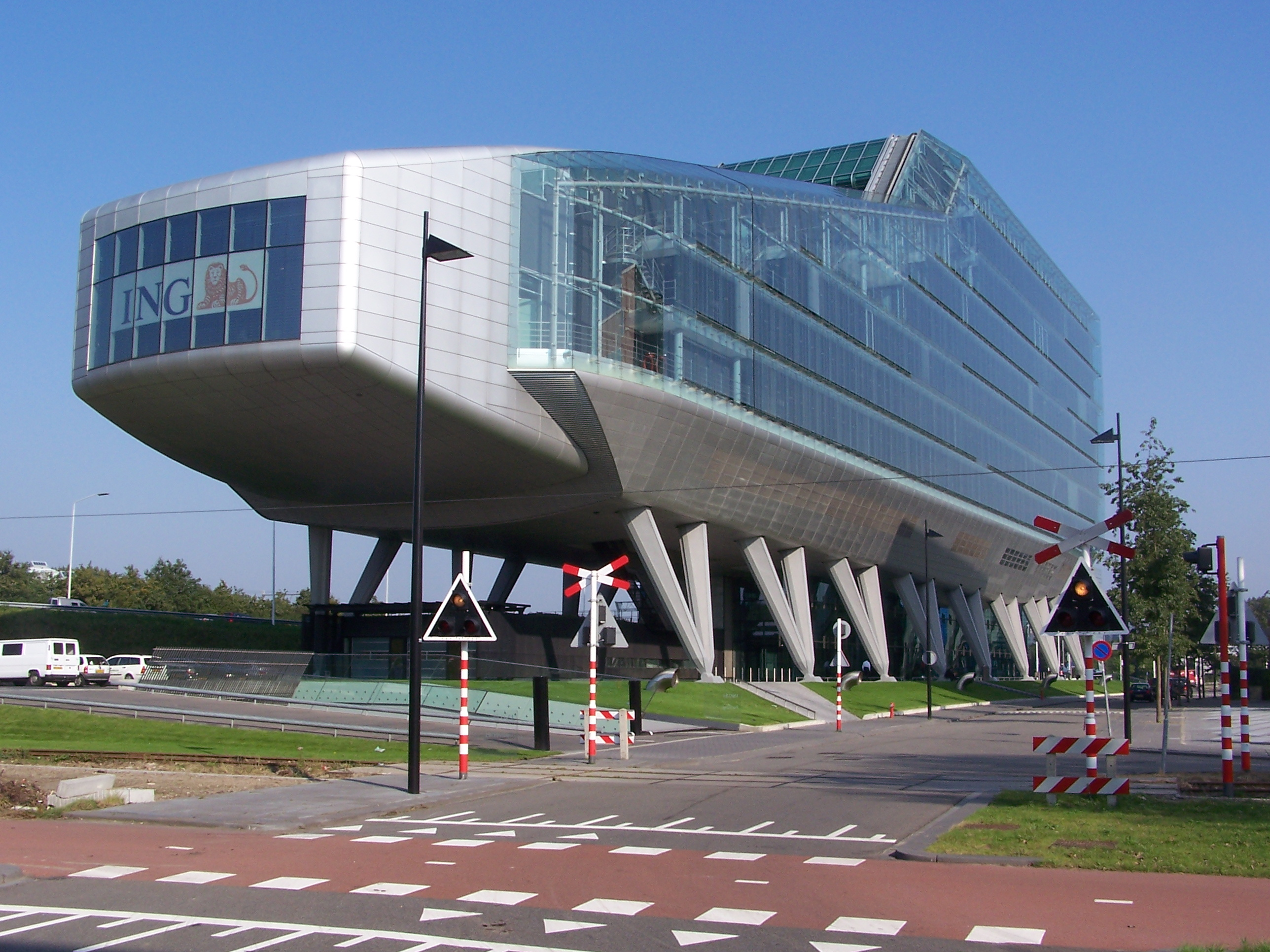
Seu central del Grup ING a Amsterdam.

ING Groep N.V. (NYSE: ING), també anomenat Internationale Nederlanden Groep, és una entitat financera d'origen neerlandès que ofereix serveis de banca, assegurances i inversions. La seva seu es troba a Amsterdam. El 2024 era el quinzè banc del món per capitalització borsària.
El 2023 tenia més de 60.000 treballadors i més de 38 milions de clients. Té oficines al Canadà, l'Argentina, Espanya, Luxemburg, França, Itàlia, els Estats Units, Alemanya, el Regne Unit, Bèlgica, Àustria, Austràlia, Polònia i Romania. És la matriu del banc virtual ING Direct, que opera a Austràlia, el Canadà, els Estats Units d'Amèrica, el Regne Unit, Espanya i altres indrets.
No obstant això, el grup ha estat durament afectat per la crisi i el novembre del 2009 va anunciar que, en un procés que ha de culminar-se en el 2013, es vendria les seves divisions d'assegurances, d'inversions i alguns actius addicionals per convertir-se en una institució més petita i centrada al mercat europeu. Els actius de l'empresa en gran part d'Amèrica van ser comprats pel Grup Sura de Colòmbia, adquirint les operacions de l'empresa a Colòmbia, Mèxic, Xile, el Perú i l'Uruguai per un valor de US$3.614 milions.

ING al món